# Béla Zsitnik
Béla Zsitnik Sr. (ur. 17 grudnia 1924 w Győrze, zm. 12 stycznia 2019 w Budapeszcie) – węgierski wioślarz, brązowy medalista olimpijski
Wystąpił na igrzyskach olimpijskich w Londynie w 1948 roku, gdzie osada Węgier w składzie: Antal Szendey, Béla Zsitnik i Róbert Zimonyi (sternik) wywalczyła brązowy medal. W finale o 24,7 sekundy przegrali z Duńczykami, a o 13 sekund szybsi byli Włosi. Na rozgrywanych cztery lata później igrzyskach olimpijskich w Helsinkach startował w ósemkach, jednak Węgrzy odpadli w repasażach półfinałowych. Brał też udział w czwórkach bez sternika na igrzyskach olimpijskich w Rzymie w 1960 roku, odpadając w repasażach.
W dwójkach ze sternikiem zdobył złoty medal na mistrzostwach Europy w Lucernie (1947)
Karierę zakończył w 1962. Następnie był działaczem sportowym, pełnił między innymi funkcję sekretarza generalnego Węgierskiego Związku Wioślarstwa w latach 1967-1972.
Był ojcem Béli Zsitnika, także wioślarza.